# Gabriel Gurméndez
Gabriel Gurméndez Armand-Ugon (Montevideo, 4 de julio de 1961) es un ingeniero industrial, ejecutivo y político uruguayo.

## Biografía
Nació en Montevideo, en una familia de larga tradición política colorada, como el hijo mayor de Máximo Gurméndez, abogado que sirvió como ministro en la Corte Electoral y como embajador de Uruguay en México durante la primera presidencia de Julio María Sanguinetti, y de Margarita Armand-Ugón, profesora de matemáticas que impartía clases en UTU.
Su abuelo paterno, Carlos María Gurméndez, fue un diplomático uruguayo que durante su misión en los Países Bajos, durante la Segunda Guerra Mundial, refugió alrededor de 30 judíos en su casa luego de la invasión alemana de 1940. Los amparó y salvó utilizando distintas maneras, desde nombrarlos funcionarios de la embajada hasta darles pasaportes diplomáticos falsificados, con los que abandonaron el país en un tren blindado.
Su tío es el filósofo Carlos Gurméndez.
Gurméndez fue alumno del British Schools de Montevideo. Se graduó como ingeniero industrial en la Facultad de Ingeniería de la Universidad de la República, tiene un diploma en Economía del Instituto de Economía de Montevideo, y ha realizado varios cursos en Dirección General de empresas en el Uruguay.
En su juventud militó en el Partido Colorado. Llegando a ser detenido con 20 años, en noviembre de 1981 (durante la dictadura cívico-militar), junto a un grupo de jóvenes militantes del barrio Pocitos y el futuro presidente Jorge Batlle, por repartir folletos considerados "subversivos" por las Fuerzas Armadas.
Su carrera profesional ha alternado entre la actividad privada y pública. Iniciándose en la Comisión de Análisis Financiero del Banco Central del Uruguay. 
También integró en varias ocasiones la Asamblea del Claustro en representación del orden estudiantil y del orden profesional de la Facultad de Ingeniería de la Universidad de la República Oriental del Uruguay. Integró el Consejo Consultivo de la Universidad del Caribe en México.
Está casado con María Laura Piñeyro y tiene tres hijos. 

## Actividad Pública
Se inició en la Comisión de Análisis Financiero del Banco Central del Uruguay, para pasar a ser Asesor Técnico del Presidente de la Administración de Ferrocarriles del Estado (AFE). 
Entre 1990 y 1993 fue miembro del Directorio de ANTEL, la empresa nacional de telecomunicaciones del Uruguay. Tras esto se mueve a la actividad privada.
Vuelve a la actividad pública en el año 2002, cuando el presidente de la República Jorge Batlle lo designó por primera vez como Presidente de la empresa de telecomunicaciones ANTEL, tras la renuncia del anterior presidente de la empresa pública, Fernando Bracco. Gurméndez ocupó el cargo de Presidente de ANTEL hasta julio de 2004 en una gestión destacada por su impulso tecnológico y comercial. Durante dicho período, de graves turbulencias financieras en consecuencia de la debacle argentina que afectó al Uruguay, se le encomendaron de forma simultánea a su cargo en ANTEL, misiones como Presidente interino de la Administración de Ferrocarriles del Estado (AFE), la empresa de aguas corrientes OSE y la petrolera estatal ANCAP.
En julio de 2004 integró el gabinete del Presidente Jorge Batlle como Ministro de Transporte y Obras Públicas, en la última etapa del mandato. Retoma la actividad privada tras el fin de este período de gobierno.
Tras años trabajando en el sector privado vuelve al público para ser nuevamente presidente de la empresa pública ANTEL, cargo que asumió en junio de 2020.

## Actividad Privada
Trabajó en el área administrativa financiera de la empresa textil uruguaya Sudamtex entre 1993 y 1994.
Entre 1994 y 2002 se desempeñó como Gerente General del Consorcio Aeropuertos Internacionales S.A, concesionario privado del Aeropuerto Internacional de Punta del Este (Aeropuerto Internacional de Laguna del Sauce), período durante el cual lideró la ejecución del proyecto del nuevo aeropuerto internacional, su puesta en marcha y operación. Retoma la actividad pública para ser Presidente de ANTEL en el año 2002.
Tras su actividad como Ministro, a partir de diciembre de 2004 es contratado para ser director general del Aeropuerto Internacional de Cancún, en México, del Grupo Aeroportuario del Sureste (ASUR). ASUR es una empresa privada que cotiza públicamente en la Bolsa de Nueva York bajo el código ASR. Fue contratado por el, en ese momento, gerente de ASUR, Jaime Chico Pardo, con el que se habían conocido tras un viaje que realizó Gurméndez a Estados Unidos para participar de una asamblea a cuatro meses de asumir su cargo en la presidencia de ANTEL.

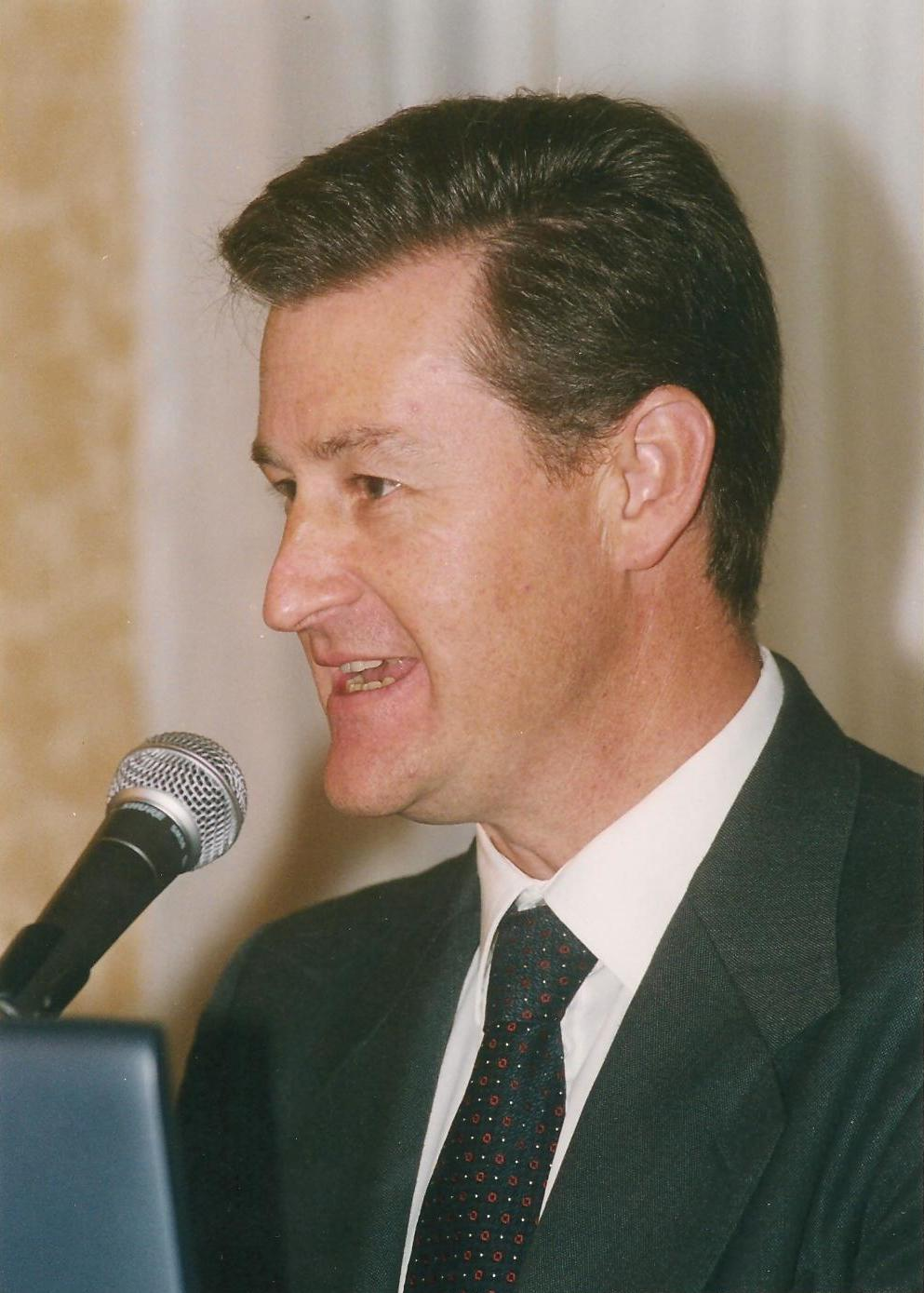
Gurméndez dando un discurso en la Liga de Fomento y Turismo. Año 2015

En esa posición le tocó dirigir la expansión del aeropuerto con la construcción de la terminal 3, inaugurada por el presidente de México Felipe Calderón Hinojosa en mayo de 2007, así como el proyecto de la segunda pista y torre de control, en uno de los programas de inversión más ambiciosos de infraestructura aeroportuaria en México. El aeropuerto creció desde los nueve millones de pasajeros en 2003 a más de doce millones en 2008, siendo el de mayor demanda internacional y posicionándolo como uno de los de mayor calidad de servicio a nivel latinoamericano.
En las diferentes etapas de su trayectoria ha ocupado diversas posiciones en entidades profesionales, destacándose entre otros como Presidente de la Liga de Fomento y Turismo de Punta del Este, Miembro del Consejo Directivo de la Asociación Cristiana de Dirigentes de Empresas del Uruguay, integrante del Consejo Directivo de la AHCIET Asociación Iberoamericana de Centros de Investigación y Empresas de Telecomunicaciones (Madrid), e integrante del Consejo Coordinador Empresarial del Caribe Mexicano. Además de CEO de HRU S.A, country manager del Grupo Codere en Uruguay y gerente general de Pagnifique.
En 2016, se vuelve director ejecutivo de Hípica Rioplatense, empresa concesionaria del Hipódromo de Maroñas.

## Segunda administración de ANTEL

### Años 2020 y 2021
El puesto de la presidencia de ANTEL había quedado vacante tras unas pocas semanas de administración de Guillermo Iglesias, que se retiró del cargo tras el pedido del Presidente Luis Lacalle Pou debido a la decisión de Iglesias de presupuestar a 857 empleados para la empresa.
Tras esto, en junio de 2020, Gabriel Gurméndez fue anunciado como nuevo Presidente del directorio de ANTEL en la presidencia de Luis Lacalle Pou. El ministro de Industria, Energía y Minería, Omar Paganini, lo anunció en declaraciones consignados por Telemundo: "Queríamos decir que hemos resuelto, con el presidente, proponerle la presidencia de Antel al ingeniero Gabriel Gurméndez, que nos ha hecho el honor de aceptar y estamos muy contentos de poder anunciar que vamos a poder ponerle la venia".
Desde el comienzo de la gestión del actual Directorio, Gurméndez destacó la iniciativa de llevar la conectividad a 90 localidades del interior rural profundo del país. Se comenzó en Paso del Cerro en Tacuarembó y para agosto de 2022 ya había más de 50 localidades conectadas, Gurméndez afirmó sobre el proyecto, durante las instalaciones de Paso Bonilla en 2022, que el objetivo era: “subsanar una gran inequidad y generar igualdad de oportunidades, porque hoy la conectividad es la vida misma”. Para ese momento ya se había dado conectividad a Paso del Cerro, Punta de Cinco Sauces, Las Toscas de Caraguatá, Cuchilla de Peralta, Montevideo Chico y Tambores y se pensaba iniciar las obras de fibra óptica en el balneario Iporá y en San Gregorio de Polanco, además, de llevar la conectividad móvil a Rincón de Zamora, Paso de los Novillos y Cerro del Pastoreo.

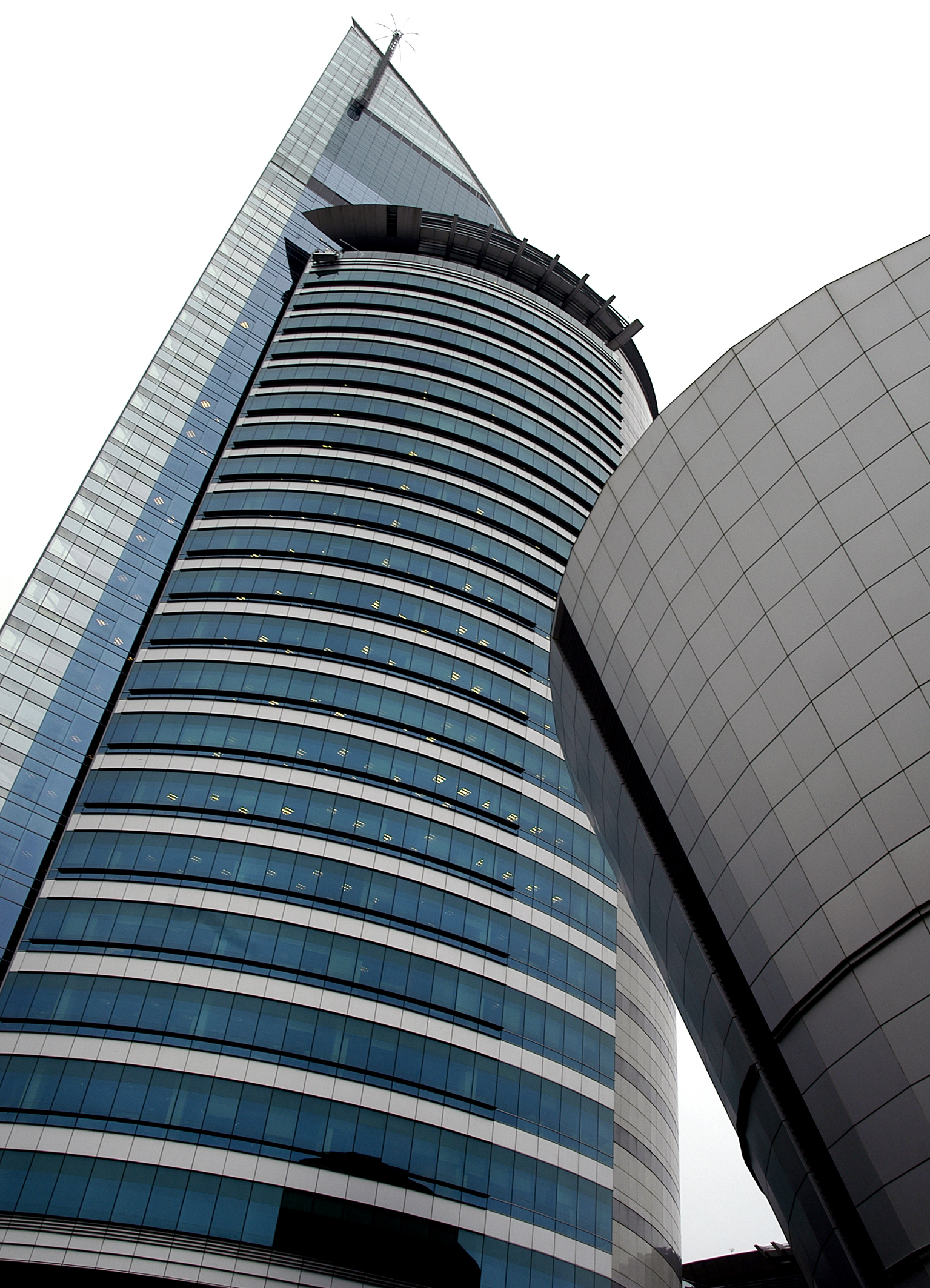
Torre Antel (fotografía de 2006).

En marzo de 2021 ANTEL anunció por Comunicación Presidencial que iba a destinar el 86% de su inversión anual al despliegue de fibra óptica en el interior del país. “El 86% de la inversión en fibra óptica, en 2021, será en el interior del país”, afirmó Gurméndez, en diálogo con Comunicación Presidencial.
Además, en el año 2021 también se efectuó una inversión de 145 millones de dólares, unos 20 millones más que en 2020, dirigida a ampliar la capacidad de la red celular en todo el país; a sustituir enlaces de cobre por fibra óptica; a modernizar el sistema de información y a preparar la red para el 5G. “Es lo próximo que se viene en materia de telecomunicaciones”, sostuvo Gurméndez.
En noviembre de 2021 ANTEL anunció el plan de sustitución de routers (ruteadores) de generaciones anteriores por unos más modernos, para la mejora de calidad de servicio y velocidad de acceso a internet a los clientes de banda ancha fija por fibra óptica. Este plan alcanzó un año después, en noviembre de 2022 el éxito de haber instalado 300.000 routers nuevos, cumpliendo dicho hito con la entrega e instalación de un nuevo router a una cliente del Barrio Ituzaingó en Montevideo.
ANTEL cerró el balance 2021 con ganancia neta de 247 millones de dólares. En diálogo con Comunicación Presidencial se destacó que el ejercicio fiscal presentado constituye el mejor resultado económico desde que se lleva registro.
En cuanto a la telefonía celular, el tráfico de datos de Antel se multiplicó por tres desde 2020 a mediados de 2022. Gurméndez afirmó que esto se debió que se logró mantener un nivel de ingresos acorde a la inflación, y que se registró una baja del precio promedio del gigabyte para los clientes. Sobre esta baja de precio de los datos, a principios de 2022 se registró en un 29% de baja del precio que se justifica por el aumento de clientes para ese momento desde el comienzo de la administración; aumentos del 6% en cantidad de clientes de móviles; de internet fija, un 4%, y en telefonía fija, un 3%.

### Año 2022
El 12 de enero de 2022 comenzó a funcionar el plan de portabilidad numérica en Uruguay, ofreciendo a los usuarios de telefonía móvil la posibilidad de cambiarse de operador manteniendo su número. Todo según lo establecido en la Ley de Urgente Consideración (LUC) de principios del gobierno de Coalición y cuyo artículo se encontraba en el referéndum para su derogación realizado en Uruguay el 27 de marzo de 2022.
En abril de 2022 ANTEL y Spotify llegaron a un acuerdo para ampliar el beneficio que tenían los clientes de la telefónica estatal con la plataforma de música y podcast. Así los clientes de Antel podrán acceder al contenido de Spotify sin consumir los gigas de sus planes o recargas (sin costo de tráfico de datos), tanto en la versión free, que no tiene costo pero incluye publicidad, como la premium que es de pago sin anuncios.
En octubre de 2022 ANTEL llegó a un acuerdo con la multinacional Disney para que los clientes de la empresa pública puedan acceder a plataformas como Disney+ y Star+, esta última plataforma siendo la que cuenta con los derechos de transmisión del fútbol uruguayo e importantes ligas internacionales de deportes, además de ser poseer ambas plataformas de un amplio catálogo de películas, series y especiales. Según comunicó Antel, “la oferta comercial pone a disposición la suscripción a ambas plataformas independientes entre sí, a través de distintos planes que se lanzarán en el futuro”.
El contrato deberá ser analizado por el Tribunal de Cuentas y luego se lanzarán los distintos planes comerciales.
ANTEL cerró 2022 con 111.000 clientes más. Este dato es considerado por Gabriel Gurméndez, en declaraciones a El País, en parte una consecuencia del “éxito de la portabilidad numérica”, debido a que esta sirvió para “vigorizar el mercado y bajar los precios”. Pero añade que: “los 111.000 nuevos servicios móviles se deben a un plan de promoción y publicidad, y a una caída de precios que la Ursec también reconoció, que se dieron en un marco de mayor competitividad generada por la portabilidad”. Para Gurméndez el éxito o no de Antel dentro del régimen de portabilidad numérica no puede medirse solamente teniendo en cuenta el saldo positivo de contratos, sino que hay que también hay que mirar que la normativa generó tal movimiento en el mercado que sirvió a la empresa para conseguir nuevos clientes, más allá de si mantuvieron su número de teléfono o si llegaron desde Claro o Movistar.
El organismo de la Unidad Reguladora de Servicios de Comunicación (Ursec) señaló que desde el inicio de la portabilidad 179.785 clientes habían solicitado mantener su número de teléfono cambiándose de compañía. De estos pedidos, unos 34.000 fueron rechazados por la Administración de la Base de Datos, mientras que otros 70.000 fueron rechazados por alguna compañía telefónica. Así, solo fueron 73.761 los que pudieron acogerse a la portabilidad. Con estos movimientos, Claro ganó 20.900 clientes y perdió 18.298, lo que le dio un saldo positivo de 2.602. Antel, en tanto, captó 28.757, mientras que perdió 28.358, quedando con un saldo positivo de 399. Mientras que Movistar, al tiempo que ganó 24.508 usuarios, perdió 27.509, cerrando con una cantidad de 3.001 clientes menos.

### Año 2023
En diálogo con la prensa a inicios del 2023 Gurméndez informó que aumenta la velocidad de internet para todos los clientes de banda ancha y fibra óptica debido al aumento de la capacidad de la red y en respuesta a la mayor demanda que tiene la compañía estatal. El presidente de Antel afirmó que: “va a mejorar la prestación de todos los planes. Los clientes no tienen que hacer nada, no modifica ningún precio, es una mejora en el servicio que va a mejorar la experiencia del cliente. Se verán mejor los elementos audiovisuales, mejora la velocidad y el tiempo para descargar archivos. En las cosas que hacemos todos los días con internet, que cada vez hacemos más cosas, es un beneficio para nuestros clientes”, además de señalar que en 2022 la velocidad de internet creció en banda fija y que hubo obras de fibra óptica en distintas localidades del país y se cambiaron los routers en los hogares. “Uruguay elevó 30 lugares en el ranking mundial por la velocidad de banda ancha fija, medida internacionalmente”, indicó.
El vicepresidente de ANTEL durante la administración de Gurméndez, Robert Bouvier, a pedido del sector político Ciudadanos, dejó su cargo para ser el nuevo ministro de Ambiente en sustitución de Adrián Peña, que renunció al cargo de ministro tras la polémica generada por su título universitario. Ciudadanos manejó varios nombres para suceder a Bouvier en el cargo de vicepresidente, como Ariel Amén y Ricardo Molinelli, pero finalmente el sector decidió que el senador Pablo Lanz ocupará dicho cargo. Finalmente, el jueves 27 de abril, Pablo Lanz asumió el cargo de vicepresidente de la empresa.
El 12 de marzo Gurméndez publica en redes sociales como Twitter una gráfica del Grupo Radar que indica el fin de la brecha digital en el Uruguay. El presidente de la empresa pública afirma que el fin de esta brecha digital entre los niveles socioeconómicos alto, medio y bajo en el país logró ampliando el acceso a la conectividad y bajando el precio del gigabyte.
En abril ANTEL presenta su nueva iniciativa, producto de una sociedad establecida con Amazon Web Services (AWS), Google y VMware, llamada "Antel Cloud Híbrida". Esta promete integrar la nube empresarial y de gobierno junto con las nubes públicas y las aplicaciones de última generación tanto de Google como de Amazon. Gurméndez subrayó la importancia de este lanzamiento, ya que permite, en sus palabras: «poner al alcance de las empresas uruguayas y las entidades públicas, la nube híbrida: una solución tecnológica que permite correr sus aplicaciones críticas en la nube empresarial de Antel, la nube local, y, al mismo tiempo, poder utilizar una variedad de servicios innovadores, de forma nativa, como la Inteligencia Artificial, en las nubes públicas de estos gigantes como son Google y Amazon». Además, señaló su deseo de que este nuevo producto permita que también «vengan empresas a realizar el Test Uruguay, compañías que quieran ensayar sus soluciones en nuestro país, con este tipo de instrumentos, y luego las lleven, las escalen y las lancen en el mundo entero». A su vez, el gerente de área Gestión Data Center, Juan Pablo Pignataro, caracterizó a este nuevo producto Antel Cloud Híbrida como una herramienta para «impulsar los negocios a una escala global y acceder a soluciones y aplicaciones de vanguardia como son las de Google y AWS».
El día lunes 5 de junio, en una conferencia de prensa, Gurméndez informó que Antel invertirá 2.200.000 dólares en Durazno este 2023, lo que representa una de las cifras más importantes en materia de inversiones de los últimos 8 años, con el objetivo de sustituir todos los servicios de internet de cobre por fibra óptica en ese departamento. “La prioridad del ente es lograr la equidad en el acceso a las telecomunicaciones en todo el territorio nacional”, afirmó el jerarca.
En junio de 2023 ANTEL anunció el lanzamiento de la tecnología 5G. Esta quinta generación del servicio de conectividad móvil permite mayores velocidades de carga y descarga, conexiones más consistentes, inmediatas y con una capacidad mejorada y ampliada. Gabriel Gurméndez hizo el anuncio oficial, afirmando que es el primer despliegue del 5G con una visión nacional. Siendo accesible a partir de su lanzamiento, el miércoles 28 de junio, de forma gratuita para 300.00 clientes en casi 100 zonas de Canelones, Montevideo, Colonia y Maldonado, y siendo expandido a los pocos días a Flores y en una semana a Río Negro y Paysandú. La utilización gratuita de esta nueva tecnología estará disponible desde el 28 de junio al 27 de julio (30 días) para los clientes de ANTEL con servicio móvil contractual o prepago LTE, siempre y cuando se tenga un equipo compatible con 5G y se esté dentro de una de las zonas de cobertura.
En agosto Antel deja de tener el monopolio de Internet por cable (instalación de fibra óptica) a los hogares uruguayos. Desde el año pasado de 2022 cinco empresas tenían fallos favorables de la Suprema Corte de Justicia por la inconstitucionalidad del artículo 56 de la Ley de Medios de 2014 que las imposibilitaba de vender servicios de Internet (prestar servicios de transmisión de datos, telefonía e internet para evitar la propiedad cruzada). A estas cinco empresas se les sumaron otras seis tras el decreto firmado por el presidente Lacalle Pou y el ministro de Industria, Omar Paganini. En ese marco, once cableoperadoras fueron habilitadas para ofrecer a la venta paquetes para este año 2023. Según la nueva reglamentación deberán poner sus servicios en el mercado en quince meses, siendo las mismas firmas quienes efectuarán sus propias instalaciones de cableado y sus redes propias.
Para finales de agosto Gurméndez anunció que Antel completó el servicio de internet 5G en las 19 capitales departamentales de Uruguay a través de una conferencia de prensa.
Para septiembre de 2023, durante toda la administración se habrían invertido un monto de 270 millones de dólares para mejorar la conectividad en el interior del país.Además, se intervinieron 1.100 puntos del territorio para mejorar la capacidad y fueron incorporados 173 sitios donde no había conexión. 
Para finales de ese mes el sector colorado de la lista 15 lanzó un comunicado solicitando a Gurméndez que renuncie a la presidencia de Antel antes del día 27 de octubre de 2023 para que así pueda ponerse al frente de una precandidatura a Presidente por el Partido Colorado. Días después, el 2 de octubre de 2023, Gurméndez se reunió con el presidente de la República, Luis Lacalle Pou, para informarle que renunciaría a la presidencia de la empresa pública para ser precandidato por el Partido Colorado.
Durante un evento organizado por la Asociación de Dirigentes de Marketing del Uruguay (ADM) celebrado a comienzos del mes de octubre, Gurméndez destacó que la empresa “sigue siendo líder” y arrojó ganancias por 247 millones de dólares en 2022, sumando banda ancha para el 100% de los centros educativos públicos. “Antes había en un 31%, este es un cambio sustancial para la educación del país que se logró en coordinación con la ANEP”, aseguró. Por otra parte, explicó que el tráfico promedio de gigabytes por usuario aumentó de 4 a 15 entre 2019 y 2023, mientras el precio de la tarifa se redujo a la cuarta parte y la cantidad de servicios móviles convencionales se incrementó de 2.079.118 en diciembre de 2019 a 2.355.509 a junio de 2023.
Finalmente, Gurméndez renunció el 26 de octubre de 2023 para dedicarse a su campaña como precandidato a la Presidencia de la República por el Partido Colorado. En su despedida se refirió al cumplimiento de un ciclo, destacando el crecimiento en móviles, datos e internet y telefonía y una caída en los precios entre otros logros.
El día viernes 1 de diciembre asumió su sucesora en la presidencial de ANTEL, Annabela Suburú, quien se desempeñaba como gerenta de la división Gestión Comercial de la empresa y que trabaja en ella desde el 26 de octubre de 1981.

## Carrera política

### Rumores de precandidatura presidencial
Su última gestión en ANTEL provocó que su nombre resuene como posible precandidato a la Presidencia de la República por el Partido Colorado en las elecciones internas de 2024 o, para otros, como posible candidato a la Intendencia de Montevideo. El senador Raúl Batlle mencionó en diálogo con Búsqueda que: “dentro de la 15 el mejor candidato posible es Gurméndez”.En junio de 2023, mientras se manejaba el posible regreso de Pedro Bordaberry a la política o la candidatura de Adrián Peña o de Robert Silva por el sector Ciudadanos, el senador de la lista 15 Raúl Batlle actuó como uno de los dirigentes quincistas que estaba trabajando para impulsar la precandidatura de Gurméndez, a pesar de que el otro senador de lista 15, Germán Coutinho, mencionó que su candidato era Bordaberry, y en caso de que no regresara se mencionaba a Tabaré Viera. Sin embargo, Batlle afirmó que el jerarca de Antel “es el mejor candidato que puede tener un partido y una coalición” por la lista 15.A finales de septiembre de 2023 el sector de la lista 15 lanzó un comunicado, firmado por el senador Raúl Batlle, solicitando a Gurméndez que renuncie a la presidencia de Antel antes del día 27 de octubre de 2023 para que así pueda ponerse al frente de una precandidatura a Presidente por el Partido Colorado. Finalmente, el día 2 de octubre de 2023, Gurméndez se reunió con el presidente de la República, Luis Lacalle Pou, para informarle que renunciaría a la presidencia de Antel para ser precandidato por el Partido Colorado.
Tras contar con el apoyo inicial de la Lista 15, la lista 30 que es la agrupación de Carlos Rydström, director general de Desarrollo Rural del Ministerio de Ganadería, que era perteneciente al sector Ciudadanos en Montevideo, decidió desafiliarse del sector Ciudadanos para apoyar la precandidatura de Gurméndez a la Presidencia.En los días siguientes agrupaciones departamentales anunciaron su apoyo a la precandidatura: Lista 15 en San José (Batllismo Unido), Reformistas 23, Agrupación Liberal Humanista y Por un Departamento Mejor de Colonia, varias de ellas dejando el sector Ciudadanos en el proceso de apoyo.

### Lanzamiento de precandidatura presidencial
Gurméndez renunció el 26 de octubre de 2023 para dedicarse a su campaña como precandidato a la Presidencia de la República por el Partido Colorado. En su despedida se refirió al cumplimiento de un ciclo, destacando el crecimiento en móviles, datos e internet y telefonía y una caída en los precios entre otros logros.

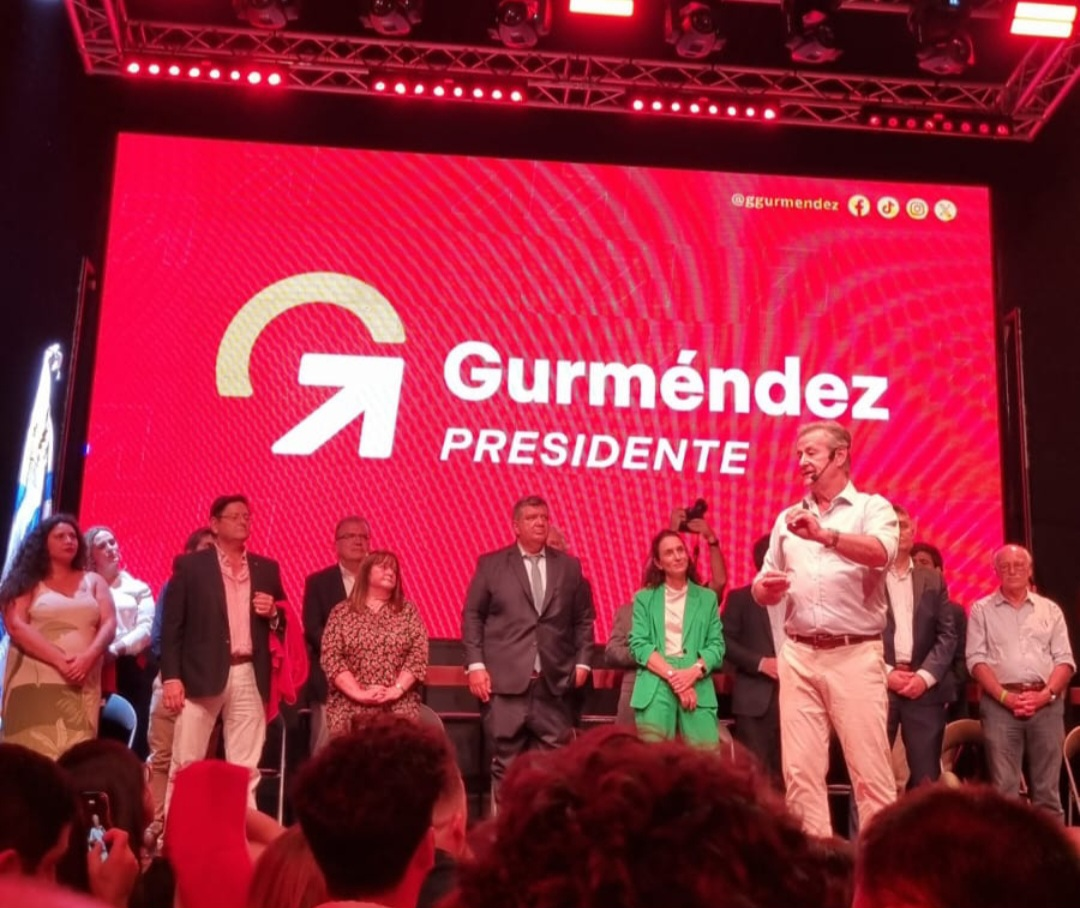
El escenario en el lanzamiento oficial de la precandidatura de Gabriel Gurméndez en febrero de 2024.

El día lunes 30 de octubre el diputado Conrado Rodríguez y su sector Renovación y Cambio proclamaron en su asamblea el apoyo a la precandidatura de Gurméndez, quien estuvo presente en el evento.Posteriormente, legisladores de Ciudadanos dejan el sector para apoyar la precandidatura de Gurméndez, como el diputado por Canelones Jorge Alvear o la senadora Carmen Sanguinetti.El 27 de enero de 2024, en la localidad de Canelón Chico se reunió un grupo de dirigentes políticos que acompañan la precandidatura de Gurméndez. Allí se presentó la estética de la campaña, con la palabra "Impacto".El 7 de febrero presentó su equipo económico, con Isaac Alfie y Julio de Brun a la cabeza. Allí propuso reducir el Impuesto a la Asistencia de la Seguridad Social (IASS) y el Impuesto a la Renta de las Personas Físicas (IRPF), así como la eliminación del monopolio  para la refinación e importación de hidrocarburos y derivados del petróleo que posee la empresa estatal Ancap.El martes 27 de febrero lanza oficialmente su precandidatura en el Montevideo Music Box.
En marzo, renunció el embajador uruguayo en Venezuela Eber Da Rosa tras la inhabilitación de la principal líder opositora venezolana, María Corina Machado, para competir en las elecciones presidenciales contra Nicolás Maduro. Hubo discrepancias entre precandidatos colorados al respecto de si nombrar a otro embajador o no. Gabriel Gurméndez defendió el nombramiento de otro embajador, destacando la importancia de mantener una representación diplomática fuerte en Venezuela como una vía para luchar por la democracia y los derechos humanos desde adentro, mientras que el precandidato Robert Silva expresó que no designar a un nuevo embajador uruguayo en Venezuela, en las circunstancias actuales, "sería una forma contundente de condenar el régimen de Nicolás Maduro y defender la democracia en ese país”.El viernes 17 de mayo, el precandidato Guzmán Acosta y Lara anunció que bajaría su precandidatura para adherir a la de Gabriel Gurméndez.En junio, lanzó su programa de gobierno: "Un Uruguay que va en serio".

### Candidatura de diputado por Maldonado
Llegado el día de las elecciones internas de 2024, Gurméndez se convirtió en el tercer precandidato colorado más votado, no logrando ser electo como candidato único del Partido Colorado. El martes 13 de agosto de 2024, a través de una conferencia de prensa, se anunció que el sector Impacto de Gabriel Gurméndez haría una alianza electoral con Pedro Bordaberry, recientemente retornado a la actividad política, siendo parte del mismo sublema hacia el Senado.Ingresando al sublema "Vamos Uruguay" de Pedro Bordaberry, Gabriel Gurméndez fue como titular a candidato de diputado por Maldonado y como primer suplente en el Senado de Bordaberry.Durante la campaña se mencionó ante la prensa la posibilidad de que Gurméndez sea candidato a la intendencia de Maldonado para las elecciones departamentales de 2025.Posibilidad que descartó en febrero de 2025.Finalmente, Gurméndez fue el candidato colorado a diputado más votado de Maldonado, resultando ser electo como representante nacional por ese departamento.

## Documental
- Gurméndez es una figura entrevistada en el documental de 2024 Jorge Batlle: entre el cielo y el infierno, dirigido por Federico Lemos.[84]